# آل سيرفي
آل سيرفي (بالإنجليزية: Al Cervi) مواليد 12 فبراير 1917 في بوفالو - الوفاة 09 نوفمبر 2009، كان لاعب كرة سلة أمريكي أصبح مدرباً بدأ مسيرته الاحترافية في سنة 1937. بلغ طوله 5 قدم 11 بوصة (1.8 م). اعتزل اللعب في 1953.

## فرق لعب لها
- فيلادلفيا سفنتي سيكسرز

## روابط خارجية
- آل سيرفي على موقع إن بي أي (الإنجليزية)
- آل سيرفي على موقع سبورتس رفرنس (الإنجليزية)
- آل سيرفي على موقع ريلجم (الإنجليزية)
- آل سيرفي على موقع بروبوليرز (الإنجليزية)
- آل سيرفي على موقع سبورتس رفرنس (الإنجليزية)
- آل سيرفي على موقع سبورتس رفرنس (الإنجليزية)